# 法拉巴 (卡伊區)
法拉巴（法語：Faraba），是馬里的城鎮，位於該國西南部，由卡伊區的凱涅巴省負責管轄，面積1,167平方公里，海拔高度119米，2009年人口8,563，人口密度每平方公里7.3人。